# Fear, Love & War
Fear, Love & War is het derde en tevens laatste studioalbum van het Amerikaanse hiphop collectief Killarmy, een groep die gelieerd is aan de Wu-Tang Clan. Het album verkocht minder goed dan hun twee eerdere producties, maar ontving toch de nodige positieve kritieken, voornamelijk door een meer volwassen benadering en persoonlijke teksten.

## Tracklist
1. "Intro"
2. "The Push" (feat. Superb) (prod by 4th Disciple)
3. "Militant" (feat. U-God) (prod by 4th Disciple)
4. "Originators" (prod by Falling Down)
5. "Skit"
6. "Sweatshop" (feat. Frukwan) (prod by 4th Disciple)
7. "Street Monopoly" (prod by Falling Down)
8. "Afterhours Part I" (prod by 4th Disciple)
9. "Trilogy" (feat. Prodigal Sunn (prod by 4th Disciple)
10. "Feel It" (prod by 4th Disciple)
11. "Skit"
12. "Whatever We Want" (prod by 4th Disciple)
13. "Skit"
14. "Monster" (prod by Falling Down)
15. "The Hit" (prod by 4th Disciple)
16. "One To Grow On" (prod by 4th Disciple)
17. "Skit"
18. "Day One" (prod by Rebel Dainja)
19. "Spoken Word [Interlude]"
20. "Nonchalantly" (prod by Mike "Trauma" D)
21. "The Rule" (feat. Polite) (prod by 4th Disciple)
22. "Lady Sings The Blues" (prod by Mike "Trauma" D)

## Singles
| Single information |
| --- |
| "Feel It" - Released: 2001 - Label: Loud/Relativity Records - B-Side: "Militant"                                         |
| "Street Monopoly" - Released: 2001 - Label: Loud/Relativity Records - B-Side: "Monster"                                  |
| "Which Way You Going" (Non-album single) - Released: 2002 - Label: Wu-Tang/Priority/EMI Records - B-Side: "Nonchalantly" |